# Veintiocho mansiones

Las veintiocho mansiones de la astronomía china.

Las Veintiocho mansiones (en chino, 二十八宿; pinyin, Èrshíbā Xiù), hsiu, xiu o sieu son parte del sistema de Constelaciones chinas. Pueden considerarse como el equivalente a las constelaciones zodiacales en astronomía occidental, aunque las 28 mansiones reflejan el movimiento de la Luna a través de un mes sideral en lugar del Sol en un año tropical.
El sistema de la mansión lunar estaba en uso en otras partes del este de Asia, como el antiguo Japón; El Bansenshūkai, escrito por Fujibayashi Yasutake, menciona el sistema varias veces e incluye una imagen de las veintiocho mansiones.
Otro sistema similar, llamado Nakshatra, se utiliza en la astronomía india tradicional.

## Vista general
Los antiguos astrónomos chinos dividieron la eclíptica del cielo en cuatro regiones, conocidas colectivamente como los Cuatro Símbolos, a cada uno de los cuales se le asignó un misterioso animal. Estos son el Dragón Azul (青龍) en el este, la Tortuga Negra (玄武) en el norte, el Tigre Blanco (白虎) en el oeste y el Pájaro Bermellón (朱雀) en el sur. Cada región contiene siete mansiones, lo que hace un total de 28 mansiones. Estas mansiones o xiù corresponden a las longitudes a lo largo de la eclíptica que la Luna cruza durante su viaje de 27.32 días alrededor de la Tierra y sirven como una forma de rastrear el progreso de la Luna. En el taoísmo están relacionados con 28 generales chinos.

## Lista de las mansiones
Los nombres y las estrellas determinantes de las mansiones son:
| Cuatro símbolos (四象)                                        | Mansión (宿) | Mansión (宿)    | Mansión (宿)      | Mansión (宿)          |
| Cuatro símbolos (四象)                                        | Número       | Nombre (Pinyin) | Traducción        | Estrella determinante |
| ------------------------------------------------------------- | ------------ | --------------- | ----------------- | --------------------- |
| Dragón Azul del Este (東方青龍 - Dōngfāng Qīnglóng) Primavera | 1            | 角 (Jiǎo)       | Cuerno            | α Vir                 |
| Dragón Azul del Este (東方青龍 - Dōngfāng Qīnglóng) Primavera | 2            | 亢 (Kàng)       | Cuello            | κ Vir                 |
| Dragón Azul del Este (東方青龍 - Dōngfāng Qīnglóng) Primavera | 3            | 氐 (Dǐ)         | Raíz              | α Lib                 |
| Dragón Azul del Este (東方青龍 - Dōngfāng Qīnglóng) Primavera | 4            | 房 (Fáng)       | Habitación        | π Sco                 |
| Dragón Azul del Este (東方青龍 - Dōngfāng Qīnglóng) Primavera | 5            | 心 (Xīn)        | Corazón           | σ Sco                 |
| Dragón Azul del Este (東方青龍 - Dōngfāng Qīnglóng) Primavera | 6            | 尾 (Wěi)        | Cola              | μ Sco                 |
| Dragón Azul del Este (東方青龍 - Dōngfāng Qīnglóng) Primavera | 7            | 箕 (Jī)         | Cesta de aventar  | γ Sgr                 |
| Tortuga Negra del Norte (北方玄武 - Běifāng Xuánwǔ) Invierto  | 8            | 斗 (Dǒu)        | Osa Mayor del Sur | φ Sgr                 |
| Tortuga Negra del Norte (北方玄武 - Běifāng Xuánwǔ) Invierto  | 9            | 牛 (Niú)        | Buey              | β Cap                 |
| Tortuga Negra del Norte (北方玄武 - Běifāng Xuánwǔ) Invierto  | 10           | 女 (Nǚ)         | Chica             | ε Aqr                 |
| Tortuga Negra del Norte (北方玄武 - Běifāng Xuánwǔ) Invierto  | 11           | 虛 (Xū)         | Vacío             | β Aqr                 |
| Tortuga Negra del Norte (北方玄武 - Běifāng Xuánwǔ) Invierto  | 12           | 危 (Wēi)        | Techo             | α Aqr                 |
| Tortuga Negra del Norte (北方玄武 - Běifāng Xuánwǔ) Invierto  | 13           | 室 (Shì)        | Campamento        | α Peg                 |
| Tortuga Negra del Norte (北方玄武 - Běifāng Xuánwǔ) Invierto  | 14           | 壁 (Bì)         | Pared             | γ Peg                 |
| Tigre Blanco del Oeste (西方白虎 - Xīfāng Báihǔ) Otoño        | 15           | 奎 (Kuí)        | Piernas           | η And                 |
| Tigre Blanco del Oeste (西方白虎 - Xīfāng Báihǔ) Otoño        | 16           | 婁 (Lóu)        | Enlace            | β Ari                 |
| Tigre Blanco del Oeste (西方白虎 - Xīfāng Báihǔ) Otoño        | 17           | 胃 (Wèi)        | Estómago          | 35 Ari                |
| Tigre Blanco del Oeste (西方白虎 - Xīfāng Báihǔ) Otoño        | 18           | 昴 (Mǎo)        | Cabeza peluda     | 17 Tau                |
| Tigre Blanco del Oeste (西方白虎 - Xīfāng Báihǔ) Otoño        | 19           | 畢 (Bì)         | Red               | ε Tau                 |
| Tigre Blanco del Oeste (西方白虎 - Xīfāng Báihǔ) Otoño        | 20           | 觜 (Zī)         | Pico de tortuga   | λ Ori                 |
| Tigre Blanco del Oeste (西方白虎 - Xīfāng Báihǔ) Otoño        | 21           | 参 (Shēn)       | Tres estrellas    | ζ Ori                 |
| Pájaro Bermellón del Sur (南方朱雀 - Nánfāng Zhūquè) Verano   | 22           | 井 (Jǐng)       | Bien              | μ Gem                 |
| Pájaro Bermellón del Sur (南方朱雀 - Nánfāng Zhūquè) Verano   | 23           | 鬼 (Guǐ)        | Fantasma          | θ Cnc                 |
| Pájaro Bermellón del Sur (南方朱雀 - Nánfāng Zhūquè) Verano   | 24           | 柳 (Liǔ)        | Sauce             | δ Hya                 |
| Pájaro Bermellón del Sur (南方朱雀 - Nánfāng Zhūquè) Verano   | 25           | 星 (Xīng)       | Estrella          | α Hya                 |
| Pájaro Bermellón del Sur (南方朱雀 - Nánfāng Zhūquè) Verano   | 26           | 張 (Zhāng)      | Red extendida     | υ¹ Hya                |
| Pájaro Bermellón del Sur (南方朱雀 - Nánfāng Zhūquè) Verano   | 27           | 翼 (Yì)         | Alas              | α Crt                 |
| Pájaro Bermellón del Sur (南方朱雀 - Nánfāng Zhūquè) Verano   | 28           | 軫 (Zhěn)       | Carruaje          | γ Crv                 |